# Brussels Cycling Classic
Brussels Cycling Classic (conhecida até 2013 como Paris-Bruxelas) é uma semi-clássica corrida anual de ciclismo de estrada na Bélgica, percorre 201 quilômetros, atualmente ela faz parte da UCI Europe Tour.

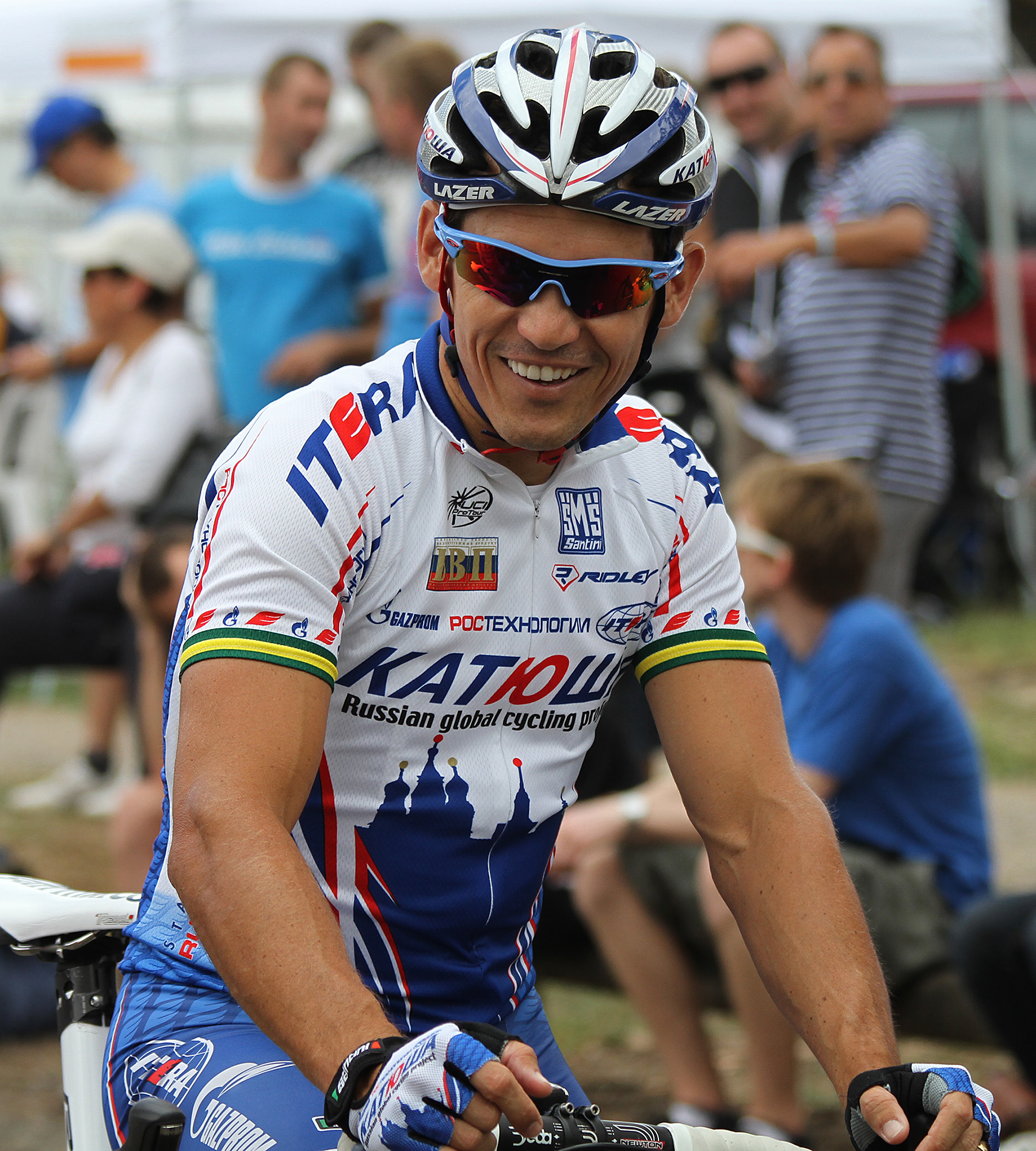
Robbie McEwen o maior vencedor da prova.

## Palmarés
| Ano                                                               | Vencedor               | Segundo                    | Terceiro                   |
| ----------------------------------------------------------------- | ---------------------- | -------------------------- | -------------------------- |
| París-Bruselas                                                    |                        |                            |                            |
| 1893                                                              | André Henry            | Charles Delbecque          | Fernand Augenault          |
| 1894-1905 edições não realizadas                                  |                        |                            |                            |
| 1906                                                              | Albert Dupont          | Jean Patou                 | Guillaume Coeckelberg      |
| 1907                                                              | Gustave Garrigou       | Charles Crupelandt         | Robert Wancour             |
| 1908                                                              | Lucien Petit-Breton    | Cyrille Van Hauwaert       | Louis Trousselier          |
| 1909                                                              | François Faber         | Gustave Garrigou           | Eugène Christophe          |
| 1910                                                              | Maurice Brocco         | Octave Lapize              | Cyrille Van Hauwaert       |
| 1911                                                              | Octave Lapize          | François Faber             | Charles Crupelandt         |
| 1912                                                              | Octave Lapize          | Louis Luguet               | Oscar Egg                  |
| 1913                                                              | Octave Lapize          | Cyrille Van Hauwaert       | Charles Crupelandt         |
| 1914                                                              | Louis Mottiat          | Louis Heusghem             | Joseph Van Daele           |
| 1915-1918 edições não realizadas devido à Primeira Guerra Mundial |                        |                            |                            |
| 1919                                                              | Alexis Michiels        | Émile Masson               | Francis Pélissier          |
| 1920                                                              | Henri Pélissier        | Louis Mottiat              | René Vermandel             |
| 1921                                                              | Robert Reboul          | Arthur Claerhout           | Alfons Van Hecke           |
| 1922                                                              | Félix Sellier          | Laurent Seret              | René Vermandel             |
| 1923                                                              | Félix Sellier          | Maurice De Waele           | Alfons Van Hecke           |
| 1924                                                              | Félix Sellier          | Gérard Debaets             | Marcel Colleu              |
| 1925                                                              | Gérard Debaets         | Adelin Benoît              | Nicolas Frantz             |
| 1926                                                              | Denis Verschueren      | Joseph Van Dam             | Félix Sellier              |
| 1927                                                              | Nicolas Frantz         | Marcel Huot                | Maurice De Waele           |
| 1928                                                              | George Ronsse          | Nicolas Frantz             | Hubert Opperman            |
| 1929                                                              | Pé Verhaegen           | Maurice De Waele           | Nicolas Frantz             |
| 1930                                                              | Ernest Mottard         | Jef Demuysere              | Leander Ghyssels           |
| 1931                                                              | Jean Aerts             | Frans Bonduel              | Romain Gijssels            |
| 1932                                                              | Julien Vervaecke       | Gérard Loncke              | George Ronsse              |
| 1933                                                              | Albert Barthélémy      | Alfons Ghesquière          | Gerhard Esser              |
| 1934                                                              | Frans Bonduel          | Edgard De Caluwé           | Romain Maes                |
| 1935                                                              | Edgard De Caluwé       | Louis Hardiquest           | Frans Bonduel              |
| 1936                                                              | Éloi Meulenberg        | Frans Bonduel              | Louis Hardiquest           |
| 1937                                                              | Albert Beckaert        | Frans Bonduel              | Jules Lowie                |
| 1938                                                              | Marcel Kint            | Romain Maes                | Léon Louyet                |
| 1939                                                              | Frans Bonduel          | Albert Hendrickx           | Lucien Storme              |
| 1940-1945 edições não realizadas devido à Segunda Guerra Mundial  |                        |                            |                            |
| 1946                                                              | Albéric Schotte        | Sylvain Grysolle           | André Declerck             |
| 1947                                                              | Ernest Sterckx         | Maurice Desimpelaere       | Alphonse De Vreese         |
| 1948                                                              | Lode Poels             | Albert Sercu               | Jean Bogaerts              |
| 1949                                                              | Maurice Diot           | Emmanuel Thoma             | Jacques Moujica            |
| 1950                                                              | Rik Van Steenbergen    | Guy Lapébie                | Karel De Baere             |
| 1951                                                              | Jean Guéguen           | Bernard Gauthier           | Jean Baldassari            |
| 1952                                                              | Albéric Schotte        | Marcel Dussault            | Roger De Corte             |
| 1953                                                              | Loretto Petrucci       | Albéric Schotte            | Lode Anthonis              |
| 1954                                                              | Marcel Hendrickx       | Germain Derycke            | Ferdi Kübler               |
| 1955                                                              | Marcel Hendrickx       | Gilbert Scodeller          | Germain Derycke            |
| 1956                                                              | Rik Van Looy           | Bernard Gauthier           | Rik Van Steenbergen        |
| 1957                                                              | Leon Vandaele          | Raymond Impanis            | Jan Adriaensens            |
| 1958                                                              | Rik Van Looy           | Pino Cerami                | Armand Desmet              |
| 1959                                                              | Frans Schoubben        | Willy Vannitsen            | Miguel Poblet              |
| 1960                                                              | Pierre Everaert        | André Darrigade            | Jean Graczyk               |
| 1961                                                              | Pino Cerami            | Gilbert Desmet             | Frans Schoubben            |
| 1962                                                              | Joseph Wouters         | Noël Foré                  | Martin Van Geneugden       |
| 1963                                                              | Jean Stablinski        | Tom Simpson                | Peter Post                 |
| 1964                                                              | Georges Van Coningsloo | Rik Van Looy               | Benoni Beheyt              |
| 1965                                                              | Edward Sels            | Roger Verheyden            | Willy Bocklant             |
| 1966                                                              | Felice Gimondi         | Willy Planckaert           | Rik Van Looy               |
| 1967-1972 edições não realizadas                                  |                        |                            |                            |
| 1973                                                              | Eddy Merckx            | Frans Verbeeck             | Rik Van Linden             |
| 1974                                                              | Marc Demeyer           | Roger De Vlaeminck         | Roger Rosiers              |
| 1975                                                              | Freddy Maertens        | Eddy Merckx                | André Dierickx             |
| 1976                                                              | Felice Gimondi         | Hennie Kuiper              | Antoine Houbrechts         |
| 1977                                                              | Ludo Peeters           | Marc Demeyer               | Bernard Hinault            |
| 1978                                                              | Jan Raas               | Gerrie Knetemann           | Jean-Luc Vandenbroucke     |
| 1979                                                              | Ludo Peeters           | André Dierickx             | Martin Havik               |
| 1980                                                              | Pierino Gavazzi        | Marc Demeyer               | Jean-Philippe Vandenbrande |
| 1981                                                              | Roger De Vlaeminck     | Jan Raas                   | Jan Bogaert                |
| 1982                                                              | Jacques Hanegraaf      | Pascal Jules               | Johan van der Velde        |
| 1983                                                              | Tommy Prim             | Daniel Rossel              | Rolf Hofeditz              |
| 1984                                                              | Eric Vanderaerden      | Charly Mottet              | Eric Van Lancker           |
| 1985                                                              | Adri van der Poel      | Jean-Philippe Vandenbrande | Pierino Gavazzi            |
| 1986                                                              | Guido Bontempi         | Sean Kelly                 | Johan Capiot               |
| 1987                                                              | Wim Arras              | Jozef Lieckens             | Eric Vanderaerden          |
| 1988                                                              | Rolf Gölz              | Laurent Fignon             | Marnix Lameire             |
| 1989                                                              | Jelle Nijdam           | Carlo Bomans               | Marcel Wüst                |
| 1990                                                              | Franco Ballerini       | Michel Dernies             | Danny Neskens              |
| 1991                                                              | Brian Holm             | Olaf Ludwig                | Johan Museeuw              |
| 1992                                                              | Rolf Sørensen          | Frans Maassen              | Phil Anderson              |
| 1993                                                              | Francis Moreau         | Jelle Nijdam               | Johan Museeuw              |
| 1994                                                              | Rolf Sørensen          | Franco Ballerini           | Sean Yates                 |
| 1995                                                              | Frank Vandenbroucke    | Frank Corvers              | Rolf Sørensen              |
| 1996                                                              | Andrea Tafi            | Johan Museeuw              | Michele Bartoli            |
| 1997                                                              | Alessandro Bertolini   | Andrei Tchmil              | Andrea Tafi                |
| 1998                                                              | Stefano Zanini         | Mirko Celestino            | Michele Bartoli            |
| 1999                                                              | Romāns Vainšteins      | Beat Zberg                 | Fabio Baldato              |
| 2000                                                              | Max van Heeswijk       | Frank Høj                  | Ludovic Capelle            |
| 2001                                                              | Emmanuel Magnien       | Niko Eeckhout              | Romāns Vainšteins          |
| 2002                                                              | Robbie McEwen          | Olaf Pollack               | Jans Koerts                |
| 2003                                                              | Kim Kirchen            | László Bodrogi             | Maryan Hary                |
| 2004                                                              | Nick Nuyens            | Philippe Gilbert           | Allan Johansen             |
| 2005                                                              | Robbie McEwen          | Stefan van Dijk            | Jean-Patrick Nazon         |
| 2006                                                              | Robbie McEwen          | Tom Boonen                 | Steven de Jongh            |
| 2007                                                              | Robbie McEwen          | Jeremy Hunt                | Honorio Machado            |
| 2008                                                              | Robbie McEwen          | Gert Steegmans             | Luca Paolini               |
| 2009                                                              | Matthew Goss           | Allan Davis                | Kristof Goddaert           |
| 2010                                                              | Francisco Ventoso      | Romain Feillu              | Stefan van Dijk            |
| 2011                                                              | Denis Galimzyanov      | Yauheni Hutarovich         | Anthony Ravard             |
| 2012                                                              | Tom Boonen             | Mark Renshaw               | Óscar Freire               |
| Brussels Cycling Classic                                          |                        |                            |                            |
| 2013                                                              | André Greipel          | John Degenkolb             | Nacer Bouhanni             |
| 2014                                                              | André Greipel          | Elia Viviani               | Arnaud Démare              |
| 2015                                                              | Dylan Groenewegen      | Roy Jans                   | Tom Boonen                 |
| 2016                                                              | Tom Boonen             | Arnaud Démare              | Nacer Bouhanni             |
| 2017                                                              | Arnaud Démare          | Marko Kump                 | André Greipel              |
| 2018                                                              | Pascal Ackermann       | Jasper Stuyven             | Thomas Boudat              |
| 2019                                                              | Caleb Ewan             | Pascal Ackermann           | Jasper Philipsen           |
| 2020                                                              | Tim Merlier            | Davide Ballerini           | Nacer Bouhanni             |
| 2021                                                              | Remco Evenepoel        | Aimé De Gendt              | Tosh Van der Sande         |
| 2022                                                              | Taco van der Hoorn     | Thimo Willems              | Tobias Bayer               |
| 2023                                                              | Arnaud Démare          | Tobias Lund Andresen       | Jordi Meeus                |
| 2024                                                              | Jonas Abrahamsen       | Biniam Girmay              | Kaden Groves               |

## Palmarés por países
Atualizado após edição de 2023
| País          | Vitórias |
| ------------- | -------- |
| Bélgica       | 48       |
| França        | 18       |
| Itália        | 9        |
| Austrália     | 7        |
| Países Baixos | 7        |
| Alemanha      | 4        |
| Dinamarca     | 3        |
| Luxemburgo    | 3        |
| Letônia       | 1        |
| Rússia        | 1        |
| Espanha       | 1        |
| Suécia        | 1        |